# Archias (Statthalter)
Archias (altgriechisch Ἀρχίας) war ein Statthalter auf Zypern der hellenistischen Ptolemäerdynastie in Ägypten.
Wahrscheinlich war Archias mit der gleichnamigen Person identisch, die 164 v. Chr. König Ptolemaios VI. nach Rom begleitete. Wohl im Jahr darauf wurde er als Statthalter (strategos) auf Zypern eingesetzt, das zuvor von den Seleukiden besetzt gewesen, aber nach dem Tod Antiochos’ IV. wieder an die Ptolemäer zurückgefallen war. Wohl um das Jahr 158/157 v. Chr. bot Archias dem Seleukiden Demetrios I. die Insel für 500 Talente zum Kauf an. Allerdings deckte Ptolemaios VI. diesen Verrat zuvor auf, worauf sich Archias erhängte.